# James Gibbons
James Gibbons (Baltimore, 23 de julho de 1834 — Baltimore, 24 de março de 1921) foi um arcebispo e cardeal da Igreja Católica Apostólica Romana, proclamado em 7 de junho de 1886, pelo Papa Leão XIII, com o título de Cardeal-presbítero de Santa Maria em Trastevere, basílica em Roma. Foi o segundo cardeal dos Estados Unidos da América.
Destacou-se na defesa e apoio do movimento trabalhista e nas questões sociais de seu tempo nos Estados Unidos. Foi um dos precursores da moderna Doutrina Social da Igreja

## Vide
- Doutrina Social da Igreja
- Rerum Novarum, encíclica
- Edward Manning, Cardeal
- Freiherr von Ketteler, Bispo
- Gaspard Mermillod, Cardeal
- Leão XIII, Papa